# Awraham Tawiw
Awraham Tawiw (hebr.: אברהם טביב, ang.: Avraham Taviv, ur. 1889 na terytorium ob. Jemenu, zm. 20 kwietnia 1950) – izraelski polityk, w latach 1949–1951 poseł do Knesetu z listy Mapai.
W pierwszych wyborach parlamentarnych w 1949 po raz pierwszy i jedyny dostał się do izraelskiego parlamentu. Zmarł 20 kwietnia 1950 podczas trwania I kadencji. Mandat poselski objął po nim Jicchak Kanew.